# Campo Bom
Campo Bom − miasto brazylijskie leżące nad rzeką Sinos w stanie Rio Grande do Sul.
Miasto założone zostało 31 stycznia 1959 roku. Według spisu z roku 2005 liczyło 57866 mieszkańców.
Miasto jest siedzibą klubu piłkarskiego Clube 15 de Novembro.